# 403-тя дивізія охорони (Третій Рейх)
403-тя дивізія охорони (Третій Рейх) (нім. 403. Sicherungs-Division) — піхотна дивізія німецьких сухопутних військ, що виконувала завдання з охорони тилу військ вермахту за часів Другої світової війни.

## Історія з'єднання
403-тя дивізія охорони створена 15 березня 1941 року в Нойзальц-на-Одері у VIII військовому окрузі шляхом перейменування Дивізії № 403 (нім. Division z.b.V. 403) та отриманням підрозділів з 213-ї піхотної дивізії вермахту. З початком німецького вторгнення до Радянського Союзу, дивізія діяла в окупованих регіонах Білорусі та центральної Росії в тиловій смузі групи армій «Центр». Основними завданнями з'єднання було забезпечення безпеки ліній зв'язку та електропостачання, залізниць та боротьба з партизанським рухом у тилових районах вермахту. Разом з цим, у 1941 році дивізія брала участь у бойових діях в ході Смоленській битві та битви за Москву у складі резерву групи армій. У цей період дивізія використовувалася проти цивільного населення і спалила багато сіл.
На початку 1942 року частини дивізії билися під Торопцем, відбиваючи наступ Червоної армії, що прорвалася в її смузі відповідальності. Влітку 1942 року дивізія брала участь в каральних акціях проти єврейського населення на сході України.
На початку 1943 року дивізія була розділена на частини, одна з яких увійшла до складу XXIV танкового корпусу 2-ї танкової армії, а інша — до складу XXXX танкового корпусу 4-ї армії. 31 травня 1943 року на півдні Росії дивізія була розформована. Штаб дивізії перевели до Бергена в червні 1943 року і став штабом 265-ї піхотної дивізії, що формувалася.

## Райони бойових дій
- Німеччина (березень — червень 1941)
- СРСР (центральний напрямок) (червень 1941 — червень 1942)
- СРСР (південний напрямок) (червень 1942 — травень 1943)

## Командування

### Командири
- генерал-лейтенант Вольфганг фон Дітфурт (15 березня 1941 — травень 1942)
- генерал-лейтенант Вільгельм Руссвурм (травень 1942 — травень 1943)

### Підпорядкованість
| Час      | Корпус | Армія | Група армій (округ)   | Штаб           |
| -------- | ------ | ----- | --------------------- | -------------- |
| 1941     |        |       |                       |                |
| квітень  |        |       |                       | VIII ВО        |
| червень  |        | 9 А   | Група армій «Центр»   | Білосток       |
| липень   |        |       | Група армій «Центр»   | Смоленськ      |
| 1942     |        |       |                       |                |
| січень   |        |       | Група армій «Центр»   | Смоленськ      |
| липень   |        |       | Група армій «B»       | Південна Росія |
| грудень  |        |       | Група армій «Дон»     | Південна Росія |
| 1943     |        |       |                       |                |
| січень   |        |       | Група армій «B»       | Смоленськ      |
| березень |        |       | Група армій «Південь» | Південна Росія |
| квітень  |        |       | Група армій «Південь» | Південна Росія |

## Склад
| січень 1942                                 | січень 1943                           |
| ------------------------------------------- | ------------------------------------- |
| 406-й посилений полк охорони                | 177-й полк охорони                    |
| 705-й вартовий батальйон                    | 610-й полк охорони                    |
| —                                           | 403-й Східний рейтарський ескадрон    |
| III дивізіон 213-го артилерійського полку   | II батальйон 8-го поліцейського полку |
| Штаб 177-го окремого мотострілецького полку | 493-й загін поповнення                |
| 826-й батальйон зв'язку                     | —                                     |
| 466-те дивізійне управління постачання      | —                                     |